# Fabiano Pereira Da Costa
Fabiano Pereira da Costa (Marília, São Paulo) és un futbolista brasiler que ocupa la posició de migcampista.
Ha jugat en clubs del seu país com el São Paulo, Internacional o Santos, entre d'altres. També ha militat a l'Albacete Balompié de la primera divisió espanyola i als mexicans Club Necaxa i Puebla FC.
Va formar part de la selecció olímpica brasilera que hi va participar en els Jocs Olímpics de Sydney 2000.